# Monitor Aksiegroep
Monitor Aksiegroep (afr. MAG; ang. Monitor Action Group, MAG) – konserwatywna partia polityczna działająca w Namibii broniąca interesów jej białych mieszkańców. 
Ugrupowanie zostało powołane do życia w 1991. Reprezentuje głównie interesy białych osadników i farmerów. Przewodniczącym partii jest Kosie Pretorius, był on jednocześnie jedynym posłem MAG w Zgromadzeniu Narodowym w latach 1991–2005. Obecnie z ramienia partii zasiada w parlamencie Jurie Viljoen. W wyborach parlamentarnych 2004 partia zdobyła 0,8% głosów i znalazła się w parlamencie jedynie w wyniku uzyskania mandatu nadwyżkowego. 